# UTM-paraméter
Az UTM-paraméterek (Urchin Tracking Module) öt változóval egészítik ki a URL-t, aminek segítségével a marketinges hatékonyan követheti az online marketing kampánya eredményeit a forgalmi források és média alapján. Eredetileg a Google Analytics elődje, az Urchin vezette be, majd a Google Analytics továbbvitte. Az URL-ben található UTM-paraméterek segítségével egyértelműen azonosítható, hogy melyik kampányból, melyik weboldalról jött a felhasználó. A paramétereket az analitikai eszközök könnyen szétbontják és értelmezik riportokhoz.
Minta-URL, ahol az UTM-paramétereket kiemeltük a ? után: 
```
https://www.example.com/page?
utm_content=buffercf3b2&utm_medium=social&utm_source=facebook.com&utm_campaign=buffer
```

## Használata
Az UTM-paraméterek segítségével azonosítani tudjuk azt a marketingkampányt, amely forgalmat hoz egy adott weboldalra. A landingoldal URL-paraméterekkel történő bővítéséhez a marketingesek általában egy egyszerű táblázatkezelőt használnak, de lehet találni UTM-generátor oldalakat is, amelyek automatikusan elkészítik a paraméterezett URL-t a megadott változók alapján, akárcsak a Google Analytics URL Builder oldala, vagy a Chrome kiterjesztése. Amikor egy hiperlinkre kattintanak, ami fel van paraméterezve, akkor a céloldal analitikai szoftvere a paramétereket összekapcsolja a böngésző website sessionnel egészen addig, amíg az ablak le nem jár (alapból ez 6 hónap a Google Analyticsben).

## Mutatók
Az UTM-paraméterek analitikai eszközökkel értelmezhetők. Ilyen eszköz a Google Analytics vagy az Adobe Analytics. A kapott adatokból pedig hagyományos vagy egyedi riportok készíthetők.

## UTM-paraméterek
Öt UTM-paraméter létezik, amelyek tetszőleges sorrendben adhatók hozzá a landinghez:
| Paraméter             | Célja | Példa                                        |
| --------------------- | --- | -------------------------------------------- |
| utm_source (kötelező) | Ebben a paraméterben határozhatjuk meg, hogy az erre a linkre kattintók hol kattintottak a hirdetésünkre. | utm_source=Google                            |
| utm_medium            | Itt adhatjuk meg a kampány típusát.                                                                       | utm_medium=cpc                               |
| utm_campaign          | Ez a kampány neve.                                                                                        | utm_campaign=spring_sale                     |
| utm_term              | Keresőkampányoknál használhatjuk a kulcsszavak azonosítására.                                             | utm_term=running+shoes                       |
| utm_content           | A/B tesztelésre használható paraméter.                                                                    | utm_content=logolink or utm_content=textlink |

A fent említett kötelező és opcionális UTM paramétereken kívül lehetőségünk van saját,  egyedi UTM paraméter mérést beállítanunk Analyticsben.

## Fordítás
Ez a szócikk részben vagy egészben  az   UTM parameters című angol Wikipédia-szócikk ezen változatának fordításán alapul.  Az eredeti cikk szerkesztőit annak laptörténete sorolja fel. Ez a jelzés csupán a megfogalmazás eredetét és a szerzői jogokat jelzi, nem szolgál a cikkben szereplő információk forrásmegjelöléseként.